# キャットアイ

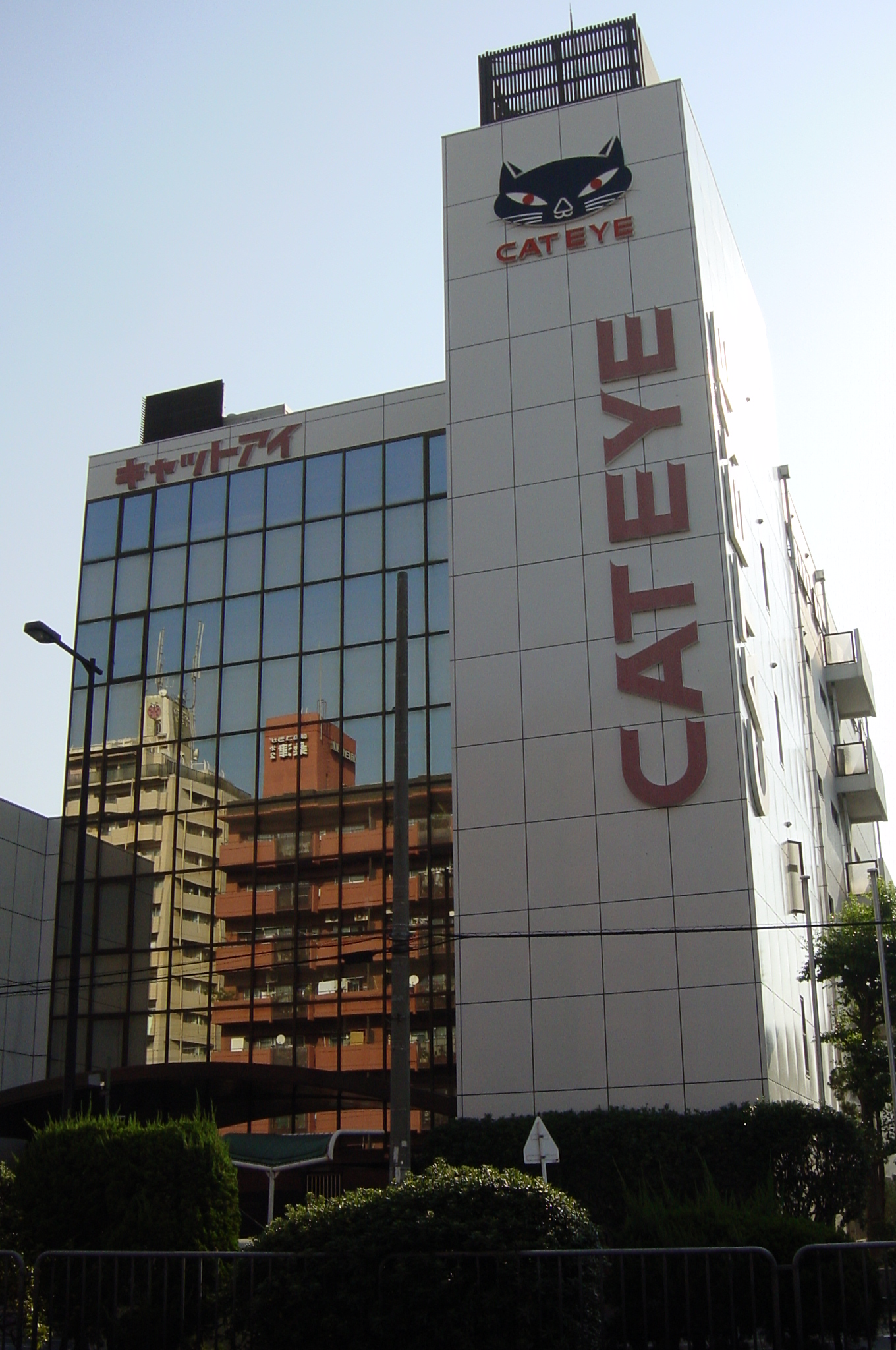
本社

株式会社キャットアイ（英文社名：CATEYE CO.,LTD. ）は、大阪市東住吉区に本社を置く、自転車部品等の開発、製造をする企業である。自転車用リフレクターは国内シェア70％、国外シェア40％にのぼる（国内80％・国外60％との数字もある）。

## 事業所
- 本社 - 大阪市東住吉区桑津2-8-25
- 河南工場 - 大阪府南河内郡河南町大字山城347
- 吉井工場 - 岡山県赤磐市福田668

## 製品
- サイクロコンピュータ
- 自転車用ヘッドライト
- 自転車用リフレクター
- サイクルアクセサリー
- 交通安全施設用品、保安用品（キャットアイマーカー、工事灯など）
- フィットネスマシーン

## 特許、グッドデザイン賞受賞
- 特許

計測装置及びセンサ装置 CC-CD300DW
係合装置 MSC-2DX
自転車用ヘッドライト HL-EL300
表示装置 CC-RD100
- 特許出願中のもの

センサー装置 CC-TR200、曲面レフ
- グッドデザイン賞

2004年：小型ライトHL-400、ライトSL-LD100、スピードメーターCC-HR200DW
2006年：スピードメーターCC-RD100
2007年：ライトHL-EL600RC/610RC
2008年：ライトHL-EL010